# الحزب الشيوعي في فلسطين
الحزب الشيوعي في فلسطين كان حزبًا شيوعيًا في فلسطين في عام 1922-1923. تم تشكيله خلال انقسام في «بول صهيون» مما أدى إلى تشكيل الحزب الشيوعي اليهودي وفصيل آخر الحزب الشيوعي الفلسطيني. وكان هناك اختلاف كبير بين الطرفين هو الموقف تجاه الصهيونية. كان الحزب الشيوعي الفلسطيني أكثر صرامة في إدانته للصهيونية، في حين كان الحزب الشيوعي الفلسطيني منفتحًا على قدر من التعاون مع الصهاينة. يعارض الحزب الشيوعي الفلسطيني المستوطنات الصهيونية في فلسطين.
في عام 1923 اندمج الطرفان، لتشكيل الحزب الشيوعي الفلسطيني.